# Gírgola de panical
La gírgola de panical, gírgola d'espinacal, gírgola de card, cadorla o gírgola vera (Pleurotus eryngii, del grec eryngion -panical-) és un bolet d'excel·lent qualitat gastronòmica, encara que poc conegut als Països Catalans pel fet de sortir molt poc. En canvi, a la resta d'Ibèria és molt més freqüent i a Castella, amb ben poca tradició boletaire, ha estat sempre cercat i apreciat. Potser la clau del seu èxit, en un país en què no es menjaven els bolets de cap altra mena, rau en la facilitat de conèixer-lo, més que per la seua fesomia pel lloc on creix: sobre les arrels del card girgoler (Eryngium campestre), també anomenat panical campestre, que a Castella es coneix per cardo corredor i aquest bolet per seta de cardo.

## Morfologia
Es tracta d'un bolet molsut que es pot fer relativament gros, amb un barret de 3 a 12 cm, d'un color terrós, tancat quan surt i aplanat amb el temps, a sota del qual hi ha làmines molt decurrents, blanquinoses, desiguals, amb laminetes curtes intercalades.
El peu és curt i afuat, i bé que algunes vegades està situat al bell mig del barret, el més freqüent és que surti tirat cap a un cantó.
La carn és compacta, blanca, i de gust dolç.

## Hàbitat
Surt a la tardor en erms i camps abandonats on creixen els panicals, i també prop de la platja (sobre les arrels del panical marí i de la canyaferla), a les vores dels camins i a muntanya.

## Comestibilitat
Per les seues virtuts a la cuina, s'ha conreat amb èxit en alguns països europeus.

## Cultiu

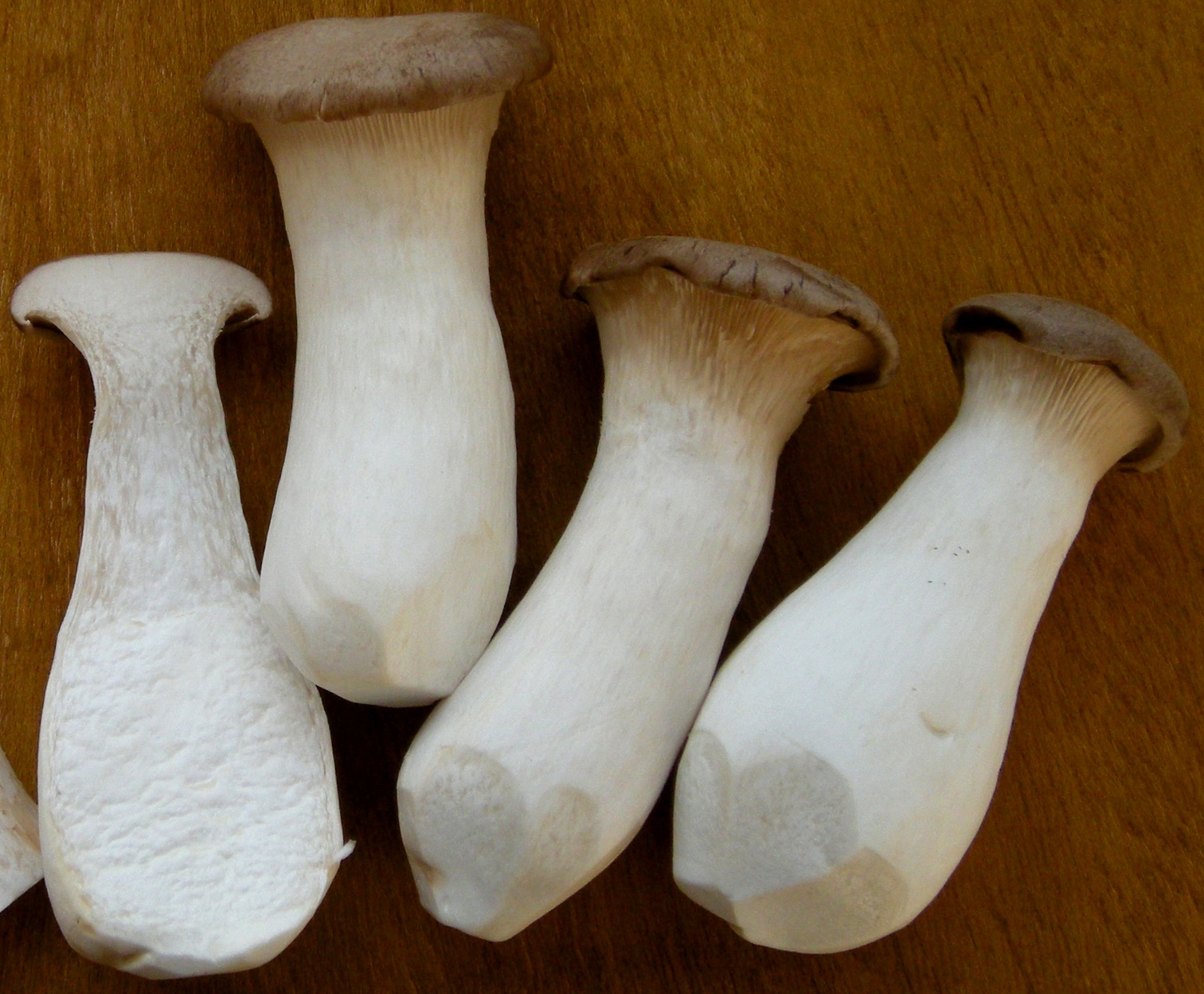
Exemplars cultivats de gírgola de panical (Pleurotus eryngii)